# Yeísmo

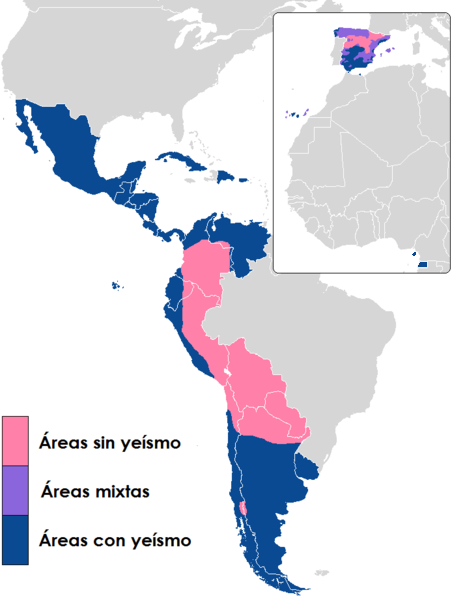
西班牙語區yeísmo的使用狀況：lleísmo地區（紅），有yeísmo的傾向的lleísmo地區（紫），yeísmo地區（藍）

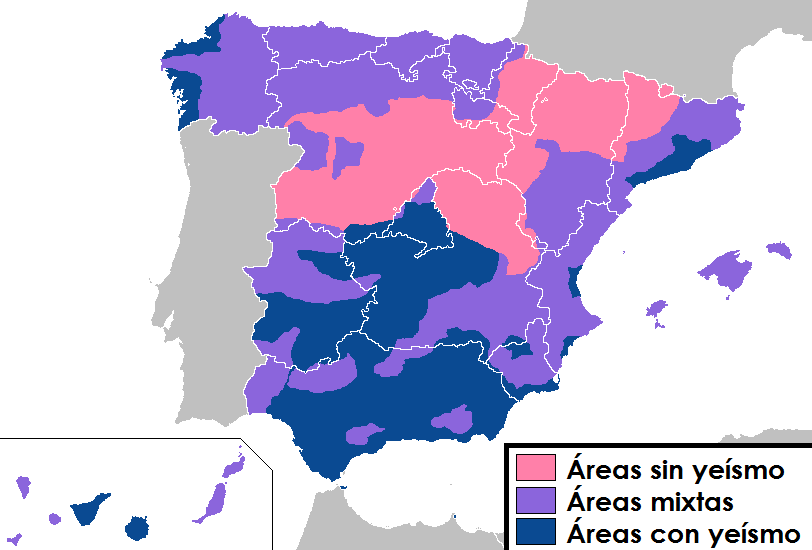
西班牙國內yeísmo的使用狀況：lleísmo地區（紅），有yeísmo的傾向的lleísmo地區（紫），yeísmo地區（藍）

西班牙語（西班牙語發音：[ɟ͡ʝeˈizmo]）指的是在一些西班牙語方言中，音位硬顎邊音/ʎ/（寫作⟨ll⟩）與濁硬顎擦音/ʝ/（寫作⟨y⟩)）發生合併，均發為濁硬顎擦音/ʝ/（或者硬顎近音/j/，濁齦顎擦音/ʑ/，濁顎齦擦音/ʒ/，清顎齦擦音/ʃ/等）的現象。換句話說，也就是字母組合⟨ll⟩與字母⟨y⟩表示相同發音的現象。該現象的名稱“yeísmo”來源於字母⟨y⟩的西班牙語名稱“ye”。此外，與yeísmo相對應的現象稱作，代表⟨ll⟩與⟨y⟩發音不同。西班牙語「Yeísmo」的使用者被稱為「yeísmo者」（西班牙語：yeísta）。

## 發音
在大部分西班牙語方言中，ll和y均發為濁硬顎擦音/ʝ/或硬顎近音/j/，例如“relleno”[reˈʝeno, reˈjeno]（填料）和“eyectar”[eʝekˈtaɾ, ejekˈtaɾ]（排出）等。在鼻音（例如“cónyuge”（配偶），“conllevar”（搬運）），邊音（例如“el yunque”（鐵砧），“el llano”（平原））或者句首和停頓之後，此音則可發為濁顎齦塞擦音[dʒ]，濁硬顎塞擦音[ɟ͡ʝ]或者濁硬顎塞音[ɟ]。
在拉布拉他河方言中，由於輔音弱化的影響，ll和y一般發為顎齦擦音/ʒ/或/ʃ/，有時也會作為同位異音發作濁顎齦塞擦音[dʒ]。一般來說在布宜諾斯艾利斯及其附近地區，這個音常常發作/ʃ/；而在中西部地區，這個音常常發作/ʒ/。

## Yeísmo與lleísmo的分佈
在西班牙和西班牙語美洲的很多地區，yeísmo都已成為主流發音。但在某些地區，lleísmo較為常見。大部分yeísmo不佔主流的地區都是美洲原住民語言、加泰罗尼亚語、巴斯克語等語言與西班牙語的雙語地區。
現在，lleísmo者主要分佈在玻利維亞全國，巴拉圭全國，哥倫比亞的波哥大和波帕揚一帶，厄瓜多爾南部高原，秘魯的安第斯山區和南部海岸，阿根廷北部的聖胡安省、拉里奧哈省以及與巴拉圭的邊境附近，在智利南部的少數地區也有零星分佈。通常來說，在克丘亚語、艾馬拉語、瓜拉尼語等語言與西班牙語的雙語地區，lleísmo者更為常見。西班牙的lleísmo者主要分佈於北部，在南部也有零星分佈。但在北部城鎮化較為發達的地區，yeísmo已經佔據了主導地位。在北美洲，墨西哥的奥里萨巴等部分韦拉克鲁斯州城市仍有lleísmo遺存。
在lleísmo地區內，ll的發音也不一定是硬顎邊音/ʎ/。例如在厄瓜多爾和阿根廷的lleísmo地區會將ll發作濁齦顎擦音/ʑ/，將y發作硬顎近音/j/。在秘魯則會將ll發作硬顎近音/j/，y發作濁硬顎擦音/ʝ/。

## 同音詞
由於yeísmo的影響，在西班牙語中出現了很多同音異形詞。以下這些詞語在yeísmo地區為同音異形詞，而在lleísmo地區則為最小對立體：
- haya（山毛櫸／haber的虚拟式现在时第一和第三人稱單數） ~ halla（hallar的陈述式现在时第三人稱單數）
- cayó（caer的陈述式简单过去时第三人稱單數） ~ calló（callar的陈述式简单过去时第三人稱單數）
- hoya（大坑） ~ olla（鍋）
- baya（漿果）／vaya（ir的虚拟式現在时第一和第三人稱單數） ~ valla（籬笆）

在yeísmo地區經常會因為這種現象造成筆誤，例如將yendo寫成llendo。此外，許多西班牙語的人名和地名在翻譯時並未考慮其本地發音，例如Salvador Allende被翻譯成“萨尔瓦多·阿连德”。

## 其他語言中的類似現象

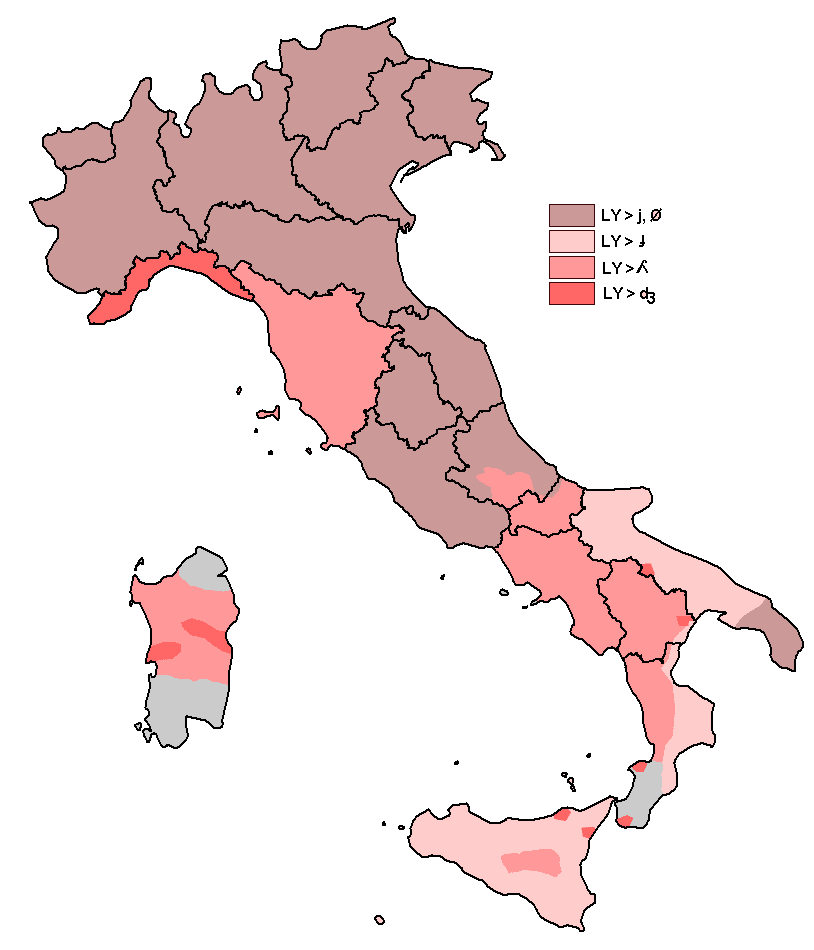
義大利国内的義大利語中“gli-”的發音分布圖

在義大利語、法語、加泰罗尼亚語、加利西亞語、巴西葡萄牙語、里韋拉葡萄牙語（在巴西和烏拉圭邊境附近所講的一種葡萄牙語和西班牙語的混合語）、克丘亚語、斯洛維尼亞語、匈牙利語中都可見到類似的現象，即本來發作硬顎邊音/ʎ/的字母組合以其他音素發音。
歐洲語盟
- 加泰隆語：在赫羅納省，巴塞隆納省北部以及巴利亞利群島，“ll”會被發音為硬顎近音/j/。這種現象在加泰隆語中被稱為“ieisme”。馬約卡島（西班牙語：Mallorca）的名稱即是受這種現象影響：島名本來寫作Maiorca或Mayorca，表示“大島”，但後來被寫為Mallorca[7]。
- 義大利語：本來“gli-”這一字母組合代表/ʎ/這一音素，但在義大利語的某些方言中都將它發作硬顎近音/j/，齒齦近音/ɹ/或濁顎齦塞擦音[dʒ]（[dʒ]主要分佈在利古里亞，在撒丁岛和西西里島也有零星分布）。相比於西班牙語，義大利語中這一現象並不普遍，因為在標準音以及大部分方言中/ʎ/仍然存在。
- 法語：法語中的“-il”和“-ill”在標準音中被發成硬顎近音/j/。
- 匈牙利語：字母組合“ly”在標準音中被發成硬顎近音/j/。

上古漢語
- 喻四归定，上古漢語發展爲中古漢語過程中發生的類似現象，造成古l音字（如「台」）可讀「怡」（「台」用作人稱）可讀「胎」（「台」用作「天台山」）。「今喻母四等古归定母」的意思類似「今音[ɟ͡ʝe]寫做lle等時古歸le音」。中古喻母四等具有*ɢ和*l兩個上古來源（白一平構擬）。

### 引用
1. ↑  "La "i griega" se llamará "ye"" （页面存档备份，存于） Cuba Debate. 2010-11-05. Retrieved 06 July 2014.
2. ↑  Alfredo Ignacio Álvarez, Hablar en español: la cortesía verbal, la pronunciación estándar del español, las formas de expresión oral (2005), Universidad de Oviedo, p. 104.
3. ↑  Schwegler, Kempff and Ameal-Guerra, Fonética y fonología españolas (2009), John Wiley & Sons, p. 399.
4. ↑  Catherine E. Travis, Introducción a la lingüística hispánica (2009), Cambridge University Press, p. 76.
5. ↑  Charles B. Chang, "Variation in palatal production in Buenos Aires Spanish" （页面存档备份，存于）. Selected Proceedings of the 4th Workshop on Spanish Sociolinguistics, ed. Maurice Westmoreland and Juan Antonio Thomas, 54-63. Somerville, MA: Cascadilla Proceedings Project, 2008.
6. ↑  Lapesa, Rafael. . Cultural Antonio de Nebrija.   [2014-07-06]. （原始内容存档于2011-01-11） （西班牙语）.
7. ↑  Diccionari català-valencià-balear, Institut d'Estudis Catalans （页面存档备份，存于） (look up the term "Mallorca")

### 書目
- Pharies, David. . University of Chicago Press. 2007: 76, 144, 197, 200, 213. ISBN 978-0-226-66683-9.
- Navarro, Tomás,  (PDF), Thesavrvs: Boletín del Instituto Caro y Cuervo, 1964, 19 (1): 1–117  [2014-07-06], （原始内容 (PDF)存档于2021-06-01）
- Torreblanca, Máximo, , Revista de dialectología y tradiciones populares, 1974, 30 (1-2): 77–90

## 外部連結
- Yeísmo y su desarrollo en España
- Lleísmo